# Норвежская конфедерация профсоюзов
Норвежская конфедерация профсоюзов (в русском языке распространена передача Центральное объединение (или Центральная организация) профсоюзов Норвегии; норв. Landsorganisasjonen i Norge (LO-N) или просто LO) — профсоюзный центр в Норвегии.
Формально LO является межпартийной организацией, в которую входят члены любых политических партий, однако с момента создания она тесно связана с Норвежской рабочей партией, некоторые её составляющие являлись и коллективными членами НРП. Со временем в LO-N усилилось и влияние других сил, таких как Социалистическая левая партия и Партия Центра. Исторически профцентр характеризуется приверженностью социалистической традиции.
Входит в Международную конфедерацию профсоюзов и Европейскую конфедерацию профсоюзов. На 2023 год включает 25 профсоюзов, насчитывающих более 1 000 000 членов из 5-миллионного населения страны. Ранее в ней было свыше 40 отраслевых профсоюзов, однако многие из них слились воедино. Пегги Хессен Фёльсвик заняла пост главы LO после смерти Ханса-Кристиан Габриэльсена в 2021 году и была избрана на четырёхлетний срок на конгрессе 2022 года.

## История

### Создание и рост
LO-N была создана 1 апреля 1899 года как Норвежская конфедерация труда (норв. Arbeidernes Faglige Landsorganisasjon (AFL)) и первоначально насчитывала 1500 членов. К 1905 году к конфедерации присоединились профсоюзные организации металлистов и типографов. В 1920-х годах в LO-N насчитывалось более 20 членских организаций.
1907 год отмечен первым общенациональным трудовым спором и вступлением в силу первого общегосударственного коллективого договора между профсоюзом металлистов и Национальным объединением работодателей. К концу войны профцентр уже охватывал большинство промышленных рабочих, его ряды стремительно росли (в 1900 году — около 5 тыс., в 1913 — 64 тыс., в 1918 — 107 тыс. человек). В 1919 году профсоюзы завоевали восьмичасовой рабочий день и недельный оплачиваемый отпуск. В 1921 году 150-тысячная конфедерация объявила обзенациональную забастовку в ответ на требования работодателей о значительном сокращении заработной платы.

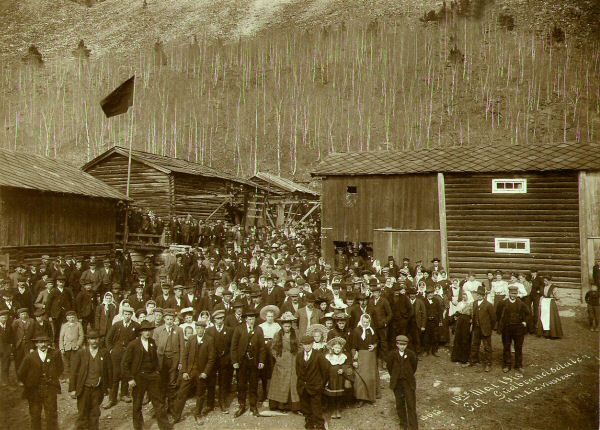
Первомай в Гудбраннсдалене, 1910 год

Однако расколы в мировом левом движении негативно отображались на динамике членства в профцентре. Ещё в 1911 году на основе радикальных синдикалистских тенденций сформировалась близкая к анархизму «профсоюзная оппозиция» во главе с Мартином Транмелем, затем наложился раскол между более умеренными социалистами и коммунистами. В 1935 году было заключено первое основное соглашение между Национальной конфедерацией труда и работодателями, а НРП сформировала правительство с двумя министрами из профсоюзов.

### Вторая мировая и послевоенное развитие
Во время Второй мировой войны, после немецкой оккупации Норвегии, ключевые посты в Норвежской конфедерации труда заняли представители коллаборационистской «профсоюзной оппозиции». Новая «профсоюзная оппозиция» отвергала идею сопротивления нацистскому режиму, предлагая сотрудничество с оккупантами, рассчитывая на скорую победу Германии в войне. После молочной забастовки, руководители LO-N были репрессированы оккупационными властями. Всего во время войны погибло 2600 членов LO.
Заметный рост численности в послевоенный период и тесные связи организации с правящей НРП сделали LO важным политическим фактором улучшения оплаты и условий труда её членов. Лидер профконфедерации Конрад Нордаль в 1945 году посредничал в переговорах социал-демократов из НРП с коммунистами (завоевавшими благодаря своему участию в сопротивлению нацизму во время войны популярность и несколько важных позиций в профсоюзах), однако они были сорваны «Холодной войной». Уже в 1948 году раскол в профсоюзном движении усилился, в своей знаменитой речи Крокерёй премьер Эйнар Герхардсен предостерегал от «внутреннего врага» в LO, то есть коммунистов, а сам профцентр вошёл в Международную конфедерацию свободных профсоюзов.
В 1957 году Норвежская конфедерация труда была переименована в Норвежскую конфедерацию профсоюзов. С тех пор членство практически удвоилось, однако в последнее время LO также столкнулась с конкуренцией со стороны других профцентров, начиная с Центральной конфедерации профсоюзов (YS), основанной в 1977 году. 28 января 2015 года три крупнейшие профсоюзные конфедерации Норвегии — LO, Unio и YS — провели двухчасовую всеобщую забастовку против планов правого правительства облегчить практику временного найма на предприятиях.